# Debrah Scarlett
Joanna Deborah Bussinger (nascida em 20 de julho de 1993), mais conhecida profissionalmente como Debrah Scarlett, é uma cantora norueguesa-suíça. Representou a Noruega no Festival Eurovisão da Canção 2015, juntamente com Mørland, com a canção "A Monster Like Me".